# Wiedersberger Horn
De Wiedersberger Horn is een 2127 meter hoge berg in Oostenrijk, deelstaat Tirol. De berg ligt bij het Alpbachtal. De top is vrijwel geheel te "beklimmen" met een kabelbaan, vanaf het hoogste punt hiervan loopt een trapachtig pad naar de top. In de winter liggen skipistes op de flanken.